# Egervölgy
Egervölgy (németül: Deutschdorf) község Vas vármegyében, a Vasvári járásban a Kemenesháton.

## Fekvése

### Megközelítése
A település a 8-as főút közelében fekszik, attól alig több mint 1 kilométerre északra, ezért az ország távolabbi részei felől, Budapest-Székesfehérvár-Veszprém, illetve Szentgotthárd-Vasvár irányából is ezen érhető el a legegyszerűbben. A főútról Szemenye keleti végénél kell letérni a 84 139-es számú mellékútra, amely végighúzódik a község teljes területén. Északi határszélét érinti még a 8439-es út is – azon érhető el Sárvár felől –, Szombathely irányából pedig a 87-es főúton kell Kámig eljutni, onnan pedig vagy Szemenye érintésével, vagy a 8439-es úton keresztül közelíthető meg.

## Története
Részletek Egervölgy alapítóleveléből:

"Mi alulírottak levelünk erejével kinyilvánítjuk minden rendű és rangúaknak, hogy készen vagyunk a kegyelmes sárvári uraságtól az uradalmában fekvő Farkas-erdőben egyes helyeken, amelyeket ő Excellenciája ikládi gróf Szluha György legkegyelmesebben számunkra kijelölt és … azon lakni enged…

…

Ezzel szemben ők a fenti elkötelezettség alapján kötelesek a kijelölt helyeiken házaikat felépíteni, és amennyiben valamelyikük el kíván távozni, úgy fizesse meg a fent leírt pontok szerinti díjat, amit ennek megerősítésére sajátkezű aláírásommal tanúsítok. Ugyanúgy mi új lakosok, minekutána előttünk felolvastatott és elmagyaráztatott, a fent leírt pontok saját megfontolásunkból egyetértőleg elfogadtattak, és mivel magunk az írásban járatlanok vagyunk, így leírt nevünk után tett saját kezű keresztjelünkkel elköteleztük úgy magunkat, mint leszármazott gyermekeinket és gyermekeink gyermekeit.
Kelt Anno 1756, Március hónap 30-án Sárvár kastélyában
Gróf Szluha György
Michl Somer +

Matthias Tritsch +

Frantz Huber +

## Címerleírás
Mivel Egervölgy település régi jelképeiről nem maradtak fenn írásos emlékek, így 1995-ben az akkori képviselőtestület úgy döntött, hogy a címer megalkotásánál a "beszélő címer" megoldást alkalmazza. Egervölgy település neve etimológiailag az "égerfával benőtt völgy"-ből származtatható, ezért a címerben is ezt kívánták szerepeltetni.
A ma használatos címer egy hasítással kettéosztott domborpajzs. Címertani jobb oldalán ezüst mezőben, zöld talajból kinövő zöldlombos égerfa áll. A bal oldali vörös mezőben a Rába és a Herpenyő folyókat jelképező ezüst pólyák láthatóak. A pajzsra arany korona van elhelyezve, alul két, szárával keresztbe tett két pálmalevél övezi.

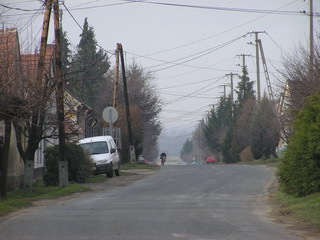
Egervölgyi utcarészlet

## Közélete

### Polgármesterei
- 1990–1994: Kercza Péter (független)[4]
- 1994–1998: Kercza Péter (független)[5]
- 1998–2002: Csécs Ervin (független)[6]
- 2002–2006: Csécs Ervin (független)[7]
- 2006–2010: Auer Gyuláné (független)[8]
- 2010–2014: Auer Gyuláné (független)[9]
- 2014–2019: Auer Gyuláné (független)[10]
- 2019–2024: Auer Gyuláné (független)[11]
- 2024– : Auer Gyuláné (független)[1]

## Népesség
A település népességének változása:
| Lakosok száma | 352  | 343  | 329  | 341  | 354  | 343  | 342  |
|               | 2013 | 2014 | 2015 | 2021 | 2022 | 2023 | 2024 |

A 2011-es népszámlálás során a lakosok 93,8%-a magyarnak, 0,3% románnak mondta magát (6,2% nem nyilatkozott; a kettős identitások miatt a végösszeg nagyobb lehet 100%-nál). A vallási megoszlás a következő volt: római katolikus 84,1%, református 1,2%, evangélikus 0,6%, görögkatolikus 0,6%, felekezet nélküli 1,8% (11,5% nem nyilatkozott).
2022-ben a lakosság 94,6%-a vallotta magát magyarnak, 1,7% németnek, 0,8% egyéb, nem hazai nemzetiségűnek (5,4% nem nyilatkozott; a kettős identitások miatt a végösszeg nagyobb lehet 100%-nál). Vallásuk szerint 54,5% volt római katolikus, 4% református, 1,7% görög katolikus, 0,6% evangélikus, 1,1% egyéb keresztény, 2,5% egyéb katolikus, 5,4% felekezeten kívüli (30,2% nem válaszolt).